# Густав (Хесен-Хомбург)
Густав Адолф Фридрих фон Хесен-Хомбург (на немски: Gustav Adolf Friedrich von Hessen-Homburg; * 17 февруари 1781 в Хомбург фор дер Хьое; † 8 септември 1848 също там) е австрийски генерал и от 1846 г. до смъртта си ландграф на Хесен-Хомбург.
Той е четвъртият син на ландграф Фридрих V фон Хесен-Хомбург (1748 – 1820) и съпругата му принцеса Каролина Дармщатска (1746 - 1821), дъщеря на Лудвиг IX, ландграф на Хесен-Дармщат и Каролина фон Пфалц-Цвайбрюкен. Майка му е сестра на Фредерика Луиза фон Хесен-Дармщат (1751-1805), кралица на Прусия, съпруга на крал Фридрих Вилхелм II.
През 1787 г. неговият кръстник, шведският крал Густав III, го прави генерал-лейтенант. На 17 г. той започва да служи в Швеция. След смъртта на Густав III той служи при брат си Фридрих VI, който е австрийски фелдмаршал-лейтенант, и става 1801 г. майор.
През 1813 г. е генерал-майор при брат си Филип в Хесен-Хомбург. През 1826 г. той става фелдмаршал-лейтенант и напуска през 1827 г. Той замества в Хомбург по-големия си брат Филип и го наследява като ландграф на Хесен-Хомбург през 1846 г.
Той е погребан в дворцовата гробница на Бад Хомбург, където е погребан и син му, наследственият принц Фридрих. Наследен е от брат му Фердинанд.

## Фамилия
Густав Густав се жени на 12 февруари 1818 г. в Десау за своята племенница принцеса Луиза фон Анхалт-Десау (1798 – 1858), дъщеря на сестра му Амалия и Фридрих принц фон Анхалт-Десау. Луиза е глуха. Те имат три деца:
- Каролина Амалия Елизабет Августа Фридерика Лудовика Христиана Жозефина Леополдина Георга Бернхардина Вилхелмина Волдемара Шарлота (* 19 март 1819; † 18 януари 1872), омъжена за Хайнрих XX, княз Ройс цу Грайц (1794 – 1859), управлява като опекун 1859–1867 за Хайнрих XXII (1846 – 1902)
- Елизабет Луиза Фридерика (* 30 септември 1823; † 28 януари 1864)
- Фридрих Лудвиг Хайнрих Густав (* 6 март 1830 в Бад Хомбург фор дер Хьое; † 4 януари 1848 в Бон)